# Dekanat Wiesloch
Das Dekanat Wiesloch ist eines von 26 Dekanaten in der römisch-katholischen Erzdiözese Freiburg.

## Geschichte

### Vorgeschichte

#### Dekanat Wiesloch
Das Dekanat Wiesloch wurde 1976 neu gebildet. Die Pfarreien des Dekanats gehörten bis zur Gründung des Erzbistums Freiburg im Jahre 1827 zu den Diözesen Speyer oder Worms. Innerhalb dieser Diözesen gehörten die Pfarreien wiederum zu den Dekanaten Heidelberg, St. Leon und Waibstadt.
Bei einer grundlegenden Neuordnung wurde das Dekanat St. Leon im Jahre 1929 aufgehoben und das Dekanat Wiesloch aus Pfarreien der Dekanate Heidelberg, St. Leon und Waibstadt neu geschaffen. Zu dieser Zeit umfasste das Dekanat Wiesloch die folgenden Pfarreien: Baiertal, Balzfeld, Dielheim, Mühlhausen und Rotenberg (ehemals Dekanat Waibstadt), Nußloch, Walldorf, Wiesloch (ehemals Dekanat Heidelberg), Eichtersheim, Malsch, Malschenberg, Rauenberg, Rettigheim, Rot und St. Leon (ehemals Dekanat St. Leon).

#### Dekanat Schwetzingen
Das Dekanat Schwetzingen wurde im Jahre 1960 gegründet. Es umfasste die folgenden Pfarreien: Edingen, Neckarhausen, Oftersheim, Plankstadt und Schwetzingen (ehemals Dekanat Heidelberg), Hockenheim, Ketsch, Neulußheim, Reilingen (ehemals Dekanat Philippsburg) und Brühl (ehemals Dekanat Mannheim).
Bereits 1976 wurde das Dekanat wieder aufgelöst und mit dem Dekanat Wiesloch verbunden (mit Ausnahme der Pfarreien Edingen und Neckarhausen).

### Dekanatsreformen
Die Pfarreien des Dekanats gehörten bis zur Gründung des Erzbistums Freiburg im Jahre 1827 zu den Diözesen Speyer oder Worms. Innerhalb dieser Diözesen gehörten die Pfarreien wiederum zu den Dekanaten Heidelberg, St. Leon und Waibstadt.
Das heutige Dekanat Wiesloch wurde im Rahmen der Dekanatsreform 1976 aus den bis dahin bestehenden Dekanaten Wiesloch und Schwetzingen neu gebildet. Es war damals das größte Dekanat im Erzbistum Freiburg.
Zur Dekanatsreform am 1. Januar 2008 war zunächst geplant das Dekanat Wiesloch aufzulösen. Letztlich blieb das Dekanat 2008 vollkommen unberührt bestehen und ist nunmehr eines von 26 Dekanaten im Erzbistum Freiburg.
Das Dekanat Wiesloch bildet zusammen mit den Dekanaten Mannheim, Heidelberg-Weinheim und Kraichgau die Region Rhein-Neckar.

## Gliederung
Das Dekanat Wiesloch gliedert sich in die folgenden sieben Seelsorgeeinheiten:
| Seelsorgeeinheiten           | zugehörige Pfarreien und Filialen |
| ---------------------------- | --- |
| SE Brühl-Ketsch              | Schutzengelkirche (Brühl), St. Sebastian (Ketsch) |
| SE Hockenheim                | St. Georg (Hockenheim), St. Nikolaus (Neulußheim), St. Wendelin (Reilingen), St. Johannes Nepomuk (Altlußheim) |
| SE Leimen-Nußloch-Sandhausen | Herz Jesu (Leimen), St. Peter (Gauangelloch), St. Laurentius (Nußloch), St. Bartholomäus (Sandhausen), St. Aegidius (St. Ilgen) |
| SE Letzenberg                | St. Juliana (Malsch), St. Wolfgang (Malschenberg), St. Cäcilia (Mühlhausen) mit Maria Königin (Tairnbach), St. Peter und Paul (Rauenberg), St. Nikolaus (Rettigheim), St. Nikolaus (Rotenberg) |
| SE Schwetzingen              | St. Pankratius (Schwetzingen), St. Nikolaus (Plankstadt), St. Kilian (Oftersheim) |
| SE Walldorf-St. Leon-Rot     | St. Peter (Walldorf), St. Leo d. Große (St. Leon), St. Mauritius (Rot) |
| SE Wiesloch-Dielheim         | St. Augustinus (Wiesloch) mit St. Laurentius (Wiesloch), Hl. Dreifaltigkeit (Wiesloch), St. Pankratius (Altwiesloch) und St. Marien (Frauenweiler), Pfarrkuratie Hl. Kreuz ( Wiesloch-PZN), St. Gallus (Baiertal) mit Hl. Dreifaltigkeit (Schatthausen), St. Cyriak (Dielheim), Hl. Kreuz (Balzfeld) mit Maria Königin (Horrenberg) |

## Dekane
- 1976–1984: Heinz Axtmann (Wiesloch, Hl. Kreuz)
- 1984–2007: Berthold Enz (Wiesloch)
- 2007–2011: Wolfgang Gaber (Schwetzingen)
- 2011–2021: Jürgen Grabetz (Hockenheim)
- seit 2021: Uwe Lüttinger (Schwetzingen)